# Save Me (film)
Save Me – dramat filmowy produkcji amerykańskiej powstały w 2007 roku. Został wyreżyserowany przez Roberta Cary do scenariusza autorstwa Roberta Desiderio (profesjonalnego aktora), opartego z kolei na pomyśle Craiga Chestera i Alana Hinesa.
Premiera filmu miała miejsce podczas Sundance Film Festival w 2007 roku, następnie jego dystrybucją zajęło się niezależnie działające studio Fine Line Features. Wraz z początkiem września 2008 roku film odnotował swoją premierę w poszczególnych amerykańskich kinach.
Projekt Roberta Cary spotkał się z pozytywnymi opiniami recenzentów takich pism, jak Entertainment Weekly, Variety czy Time Out London.

## Zarys fabuły
Mężczyzna uzależniony od seksu i narkotyków zostaje zmuszony do wstąpienia do stanu duchownego w celu podjęcia próby leczenia skłonności homoseksualnych. 